# Хамди Охри
Хамди бей Чоку Охри (на албански: Hamdi Bej Çoku Ohri) е виден деец на Албанското възраждане.

## Биография
Хамди бей е роден в 1872 година в град Охрид, чието име носи като прякор. Издънка е на големия род Чоку от Клабучища, Дебърско. Внук е на видния деец на Албанското възраждане Иляз паша Дибра и е възпитан като албански патриот. Завършва основно училище в Охрид и медресе в Битоля. На 16 години заминава, за да учи във Военната академия в Цариград. В 1892 година започва да присъства на революционните заседания в дома на дебранина Беджет Бекташи, на които присъстват и Сами и Наим Фрашъри, Дервиш Хима, доктор Ибрахим Темо и други. Разкрити от властите, Хамди, Темо и Хима успяват да се спасят, докато Бекташи е заловен и умира в заточение.
Охри заминава за Европа. След престой във Виена, Белград и Букурещ, се връща в Цариград, където е арестуван няколко дни по-късно. Скоро е освободен и се връща в родния си град Охрид. По това време Охри работи заедно със Сотир Колеа върху съставянето на речник на албанския език. Хамди бей продължава революционната и културно-образователна дейност в Охрид, Струга, Дебър, Река и Кичево. Заедно с Темо и Дервиш Хима е член на Единство и прогрес. В 1897 година отваря албанско училище в къщата си. Училището е разкрито и Охри бяга в Издеглаве, но е примамен с амнистия обратно и след това осъден на пет години, но излежава само една. В затвора организира албанско училище. В 1899 година се включва в Печката лига. През ноември-декември 1899 г. Хамди бей обикаля Скопие, Тетово, Гостивар, Река, Струга и Охрид. Хамди Бей Охрид в началото на 1900 година получава писмо от Фрашъри който му препоръчва да се свърже със Сърбомакедонския комитет в Белград за сътрудничество срещу турския режим. Охри се среща с лидерите на сръбската пропаганда и крал Александър Обренович, но отхвърля предложенията им. Същата година е арестуван в Дебър и затворен в Битоля, а по-късно заточен в Диарбекир, където остава до Младотурската революция в 1908 година.
Охри участва в подготовката на Битолския конгрес от 14 до 22 ноември 1908 година, Елбасанския конгрес на 2 септември 1909 г., и Втория битолски конгрес от 1 до 3 април 1910 година. В 1912 година Охри формира албанска милиция в Охридско и Стружко, която да се противопоставя на османската власт и на евентуални български, сръбски или гръцки претенции. Милицията е оглавена от Ирфан бей, Бегир Ага Ваута, Мехмед бей, бивш ръководител на албанския комитет в Охрид и Мурад Сойли ефенди. През ноември 1912 година Хамди бей, като делегат от Охрид, е сред подписалите Декларацията за независимост на Албания като делегат от Струга. След сръбската окупация по време на Балканската война в 1912 година, Охри е сред организаторите на албано-българското Охридско-Дебърско въстание.
Умира на 24 ноември 1938 година в Тирана. Устроено му е величествено погребение.